# (73734) 1993 OT12
1993 OT12 (asteroide 73734) es un asteroide de la cinturón principal, a 1,9423254 UA. Posee una excentricidad de 0,2845454 y un período orbital de 1 633,83 días (4,47 años).
1993 OT12 tiene una velocidad orbital media de 18,07685124 km/s y una inclinación de 29,48863º.
Este asteroide fue descubierto en 19 de julio de 1993 por Eric Walter Elst.